# 阿塔卡瑪
阿塔卡瑪（英語：Artakama）（前四世紀人物），是托勒密一世的第二任妻子，她於前324年四月的蘇薩集體婚禮依亞歷山大大帝之命嫁給托勒密。普魯塔克稱她叫阿帕瑪，但很可能是誤記。她與托勒密沒有孩子。
阿塔卡瑪是阿爾塔巴左斯的女兒。父親阿爾塔巴左斯是波斯貴族，他還是波斯國王阿爾塔薛西斯二世的孫子阿爾塔巴左斯在大流士三世時是達塞利昂（Daskyleion）總督，在之後投降亞歷山大大帝，當了巴克特里亞的總督。阿塔卡瑪的母親應該是就是阿爾塔巴左斯僅知的妻子，她沒有留下名字，但可知她是羅德島門托耳和門農的姊妹。

## 來源
1. ↑  阿塔卡瑪 （页面存档备份，存于） by Chris Bennett
2. ↑  Translation of Anabasis （页面存档备份，存于） www.livius.com
3. ↑  Dodson, Aidan and Hilton, Dyan. The Complete Royal Families of Ancient Egypt. Thames & Hudson. 2004. ISBN 0-500-05128-3
4. ↑  阿爾塔巴左斯 （页面存档备份，存于） www.livius.com